# W Racing Team
Pour les articles homonymes, voir WRT.
W Racing Team (connu sous le nom de Team WRT) est une écurie belge de sport automobile fondée en septembre 2009 par René Verbist, Vincent Vosse et Yves Weerts.
D’abord active en Championnat d'Europe FIA GT3, Blancpain Endurance Series, GT Tour et Championnat de Belgique de Grand Tourisme, l’équipe engageait des Audi R8 LMS ainsi que des Volkswagen Scirocco GT24 en Belgian Touring Car Series(BTCS).
Depuis 2023, Team WRT représente BMW M Motorsport au plus haut niveau international. En 2025, elle devient l’équipe officielle du constructeur allemand dans le Championnat du monde d’endurance FIA (WEC), avec un double engagement en Hypercar (BMW M Hybrid V8) et en LMGT3 (BMW M4 GT3). Elle participe également au GT World Challenge et à l’Intercontinental GT Challenge.
L’écurie développe en parallèle une activité industrielle via sa division WRT Manufacturing.
Depuis mai 2025, Team WRT est installée dans un nouveau siège à Bierset, près de Liège, regroupant l’ensemble de ses activités racing et manufacturing.

## Histoire

### 2010-2011: création et débuts

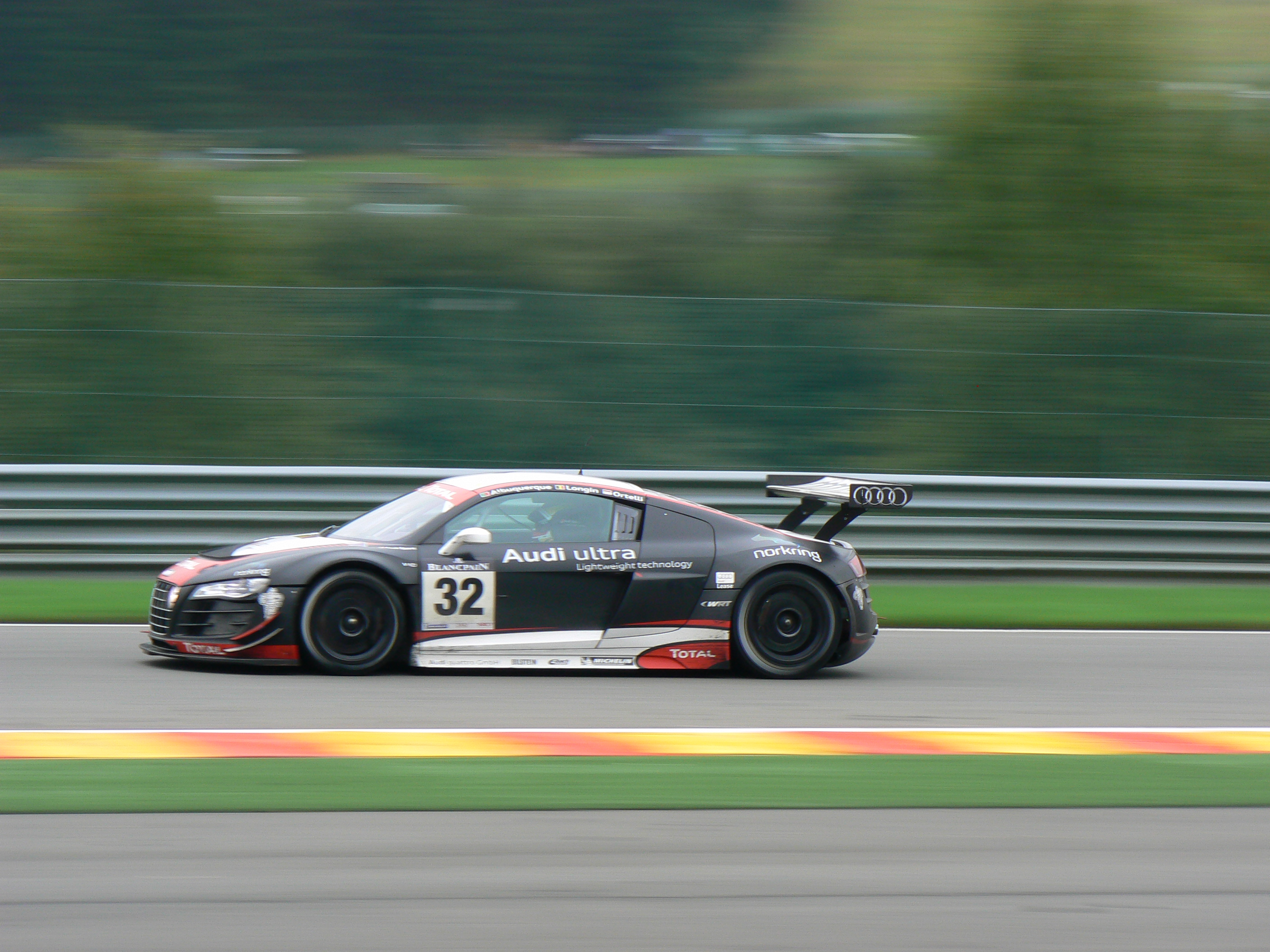
L'Audi R8 LMS à Spa.

Dès sa création, l'écurie engage des Audi R8 LMS dans les championnats nationaux belge et français avec un premier succès en Belcar dès la première saison. Avec l'appui des Belgian Audi Club et Belgian Volkswagen Club, elle s'engage lors de sa deuxième saison en Championnat d'Europe FIA GT3 et Blancpain Endurance Series et remporte de nouveaux titres en Blancpain Endurance Series. Elle remporte aussi les 24 Heures de Spa 2011 avec Greg Franchi, Timo Scheider et Mattias Ekström.

### 2012-2018: poursuite de l'expansion avec Audi
La collaboration avec Audi Motorsport se poursuit en Championnat du monde FIA GT1 à partir de 2012. En 2012, elle termine troisième du classement par équipes, remportant trois courses. En 2013, WRT remporte le championnat par équipes et des pilotes FIA GT Series.
En 2014, WRT participe à la fois à la Blancpain Endurance Series et à la Blancpain Sprint Series, successeur de la FIA GT Series. L'écurie remporte le championnat par équipes et des pilotes dans la Blancpain GT Series ainsi que dans la Blancpain Endurance Series. Elle remporte également le championnat par équipes de la Blancpain Sprint Series. En juillet 2014, WRT ajoute une deuxième victoire aux 24 Heures de Spa à son palmarès, avec Laurens Vanthoor, René Rast et Markus Winkelhock au volant d'une Audi R8 LMS. En 2015, elle remporte de nouveau les championnats Équipes et Pilotes de la Blancpain GT Series. WRT est également couronnée champion par équipes dans les championnats Sprint et Endurance. En mai 2015, WRT ajoute un autre succès a son palmarès en remportant les 24 Heures du Nürburgring avec la nouvelle version de l'Audi R8 LMS (GT3).
En 2016, WRT fait ses débuts dans les courses internationales de voitures de tourisme, en exploitant des Volkswagen Golf TCR dans la TCR International Series sous le badge Leopard Racing. Les pilotes de l'équipe sont Stefano Comini et Jean-Karl Vernay. WRT fait également ses débuts en European Le Mans Series avec une Ligier JS P2, mais uniquement aux 4 Heures de Spa. L'écurie remporte les titres des pilotes de la TCR International Series en 2016 et 2017, avec Comini et Vernay respectivement. En 2018 et 2019, WRT engage deux Audi RS3 LMS dans la Coupe du monde des voitures de tourisme. En 2018, WRT remporte les 12 heures de Bathurst avec l'Audi R8 LMS (GT3), à leur première tentative.

### 2019-2020: Deutsche Tourenwagen Masters

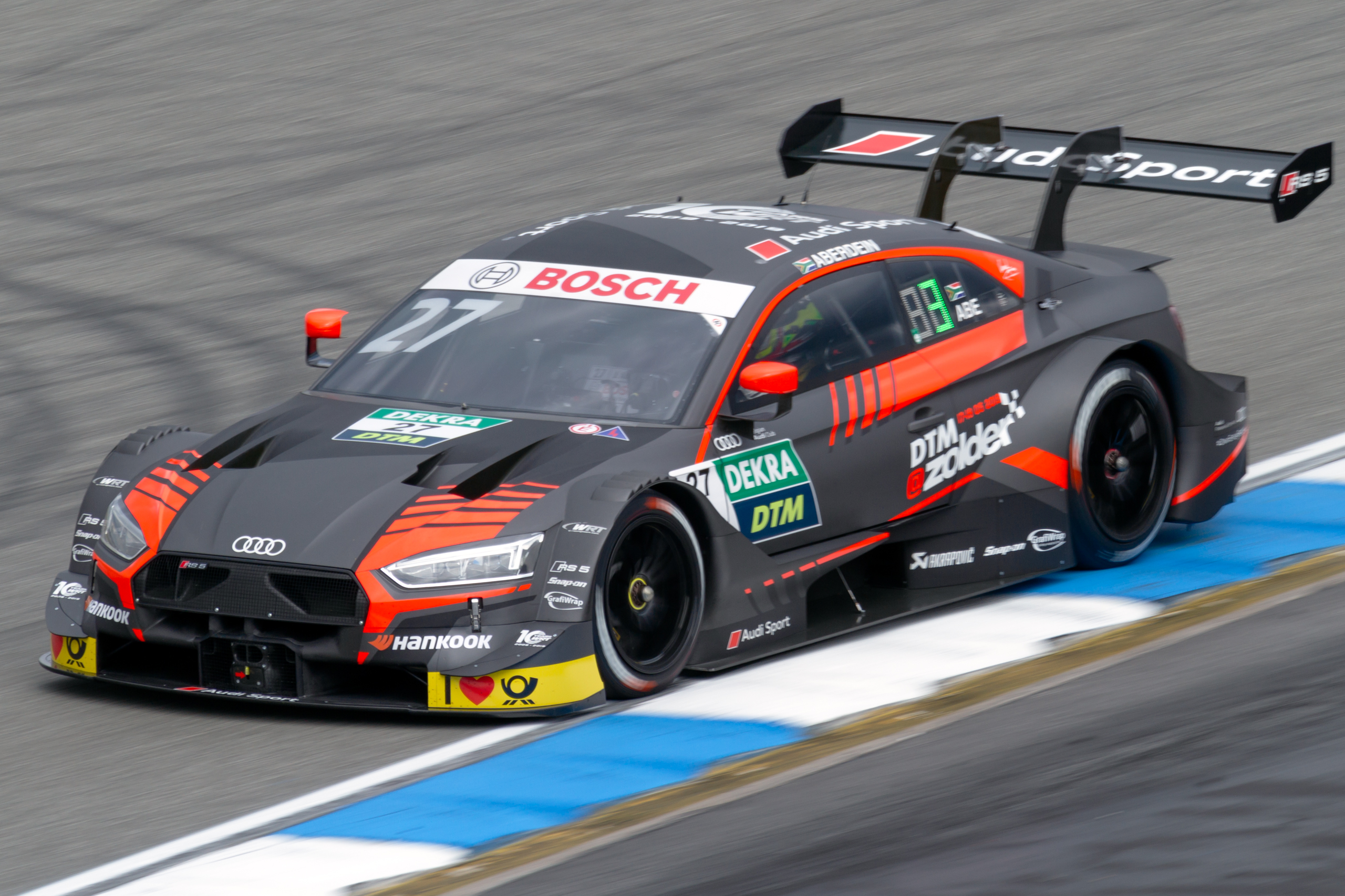
l'Audi RS5 DTM Turbo de WRT et pilotée par Jonathan Aberdein.

L'écurie s'engage en 2019 dans le championnat DTM. Les Audi RS5 Turbo DTM sont pilotées par Jonathan Aberdein et Pietro Fittipaldi, petit-fils du double champion du monde de Formule 1 Emerson Fittipaldi. En août 2019, WRT remporte les 10 Heures de Suzuka dans le cadre de l'Intercontinental GT Challenge.
Fin 2019, WRT annonce une nouvelle équipe pour la saison DTM 2020 composée du champion Indy Lights 2016 Ed Jones et du pilote de Formule 3 Fabio Scherer. Plus tard, l'écurie annonce qu'elle engagera une troisième voiture pour Ferdinand Habsburg, qui conduisait auparavant pour Aston Martin. Avant le début de la saison, Jones doit se retirer du championnat en raison de complications de voyage liée à la pandémie de COVID-19. Il est ensuite remplacé par Harrison Newey, qui fait ses débuts en DTM. Pendant la saison, Habsburg réussi à obtenir son premier podium pour lui et son équipe, ainsi qu'une pole position. Après la fin de la réglementation Class One et le remplacement par des GT3, WRT décide finalement de quitter le DTM à la fin de la saison 2020.

### Depuis 2021: programme LMP2

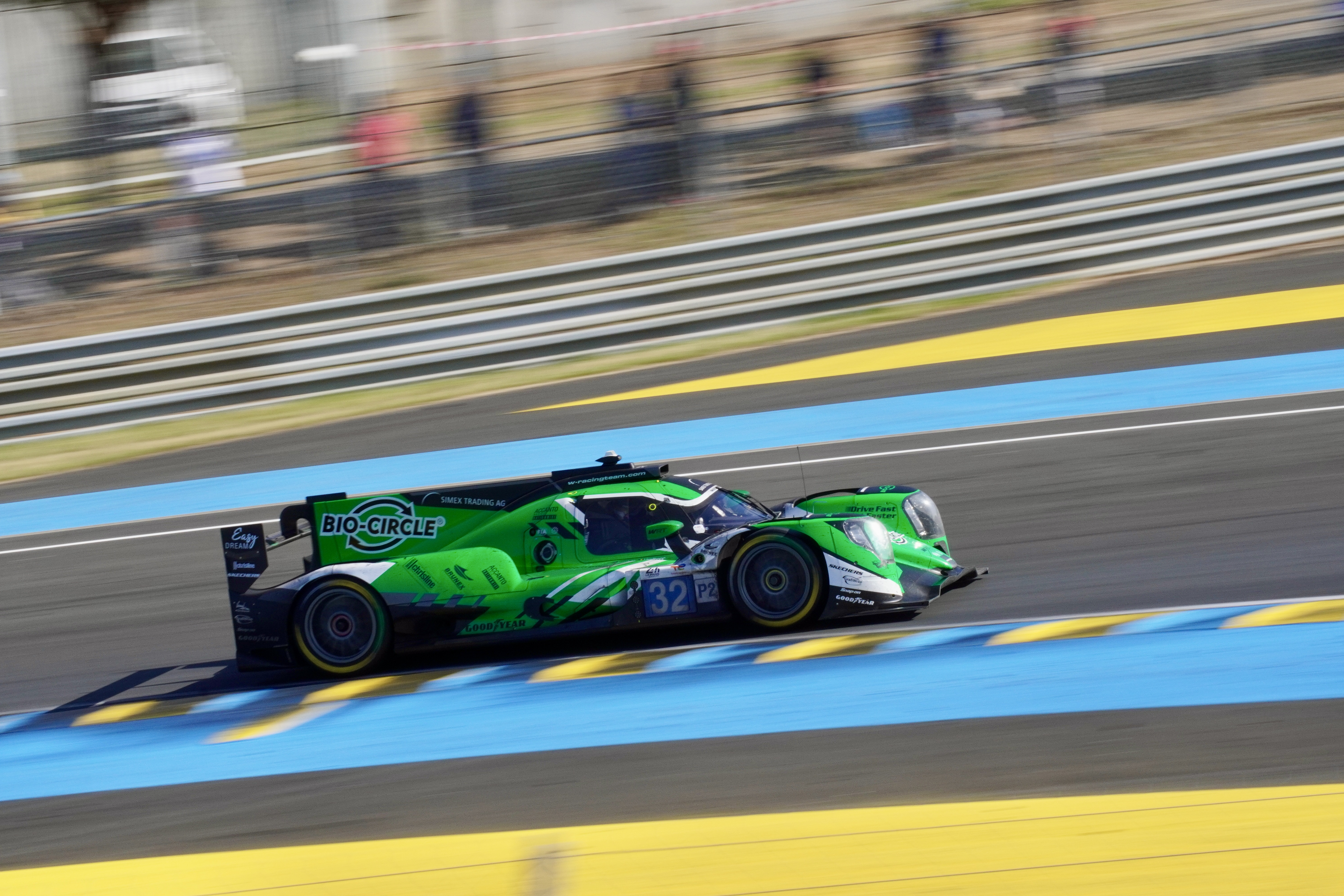
La Oreca 07 #32 du Team WRT aux 24 Heures Du Mans 2022.

Après avoir quitté le DTM, WRT annonce son intention d'entrer dans la catégorie LMP2 du Championnat du monde d'endurance FIA pour se préparer à un éventuel programme dans la nouvelle formule LMDh. Le 21 janvier, l'équipe annonce officiellement qu'elle participera au Championnat du monde d'endurance FIA avec une Oreca 07. Les pilotes seront Robin Frijns, Ferdinand Habsburg et Charles Milesi. WRT annonce plus tard qu'elle engagera également une Oreca 07 dans l'ELMS pilotée par Robert Kubica, Louis Delétraz et Yifei Ye.
Aux 24 Heures du Mans l'équipe WRT engage deux voitures. Après avoir pris la tête pendant la première moitié de la course, WRT était sur le point de réaliser un doublé lors de ses débuts au Mans. Cependant, au début du dernier tour, la voiture #41 conduite par Yifei Ye s' immobilise en raison d'une panne et ne peut rallier l'arrivée, donnant la victoire à la voiture sœur #31, qui franchit la ligne d'arrivée avec seulement sept dixièmes d'avance sur l'Oreca 07 de Tom Blomqvist.
En plus de sa victoire au Mans, l'équipe WRT termine la saison 2021 en remportant les titres pilotes et équipes en FIA WEC et ELMS. Cela signifie que l'équipe a remporté tous les titres possibles lors de sa première saison en LMP2. De plus, WRT a remporté cinq des six titres possibles dans les championnats GT World Challenge Europe avec son team GT. En 2022, WRT aligne une voiture pour le pilote de MotoGP Valentino Rossi. Il fait équipe avec les pilotes d'usine Audi Sport Frédéric Vervisch et Nico Müller.

### Depuis 2023: Hypercar avec BMW

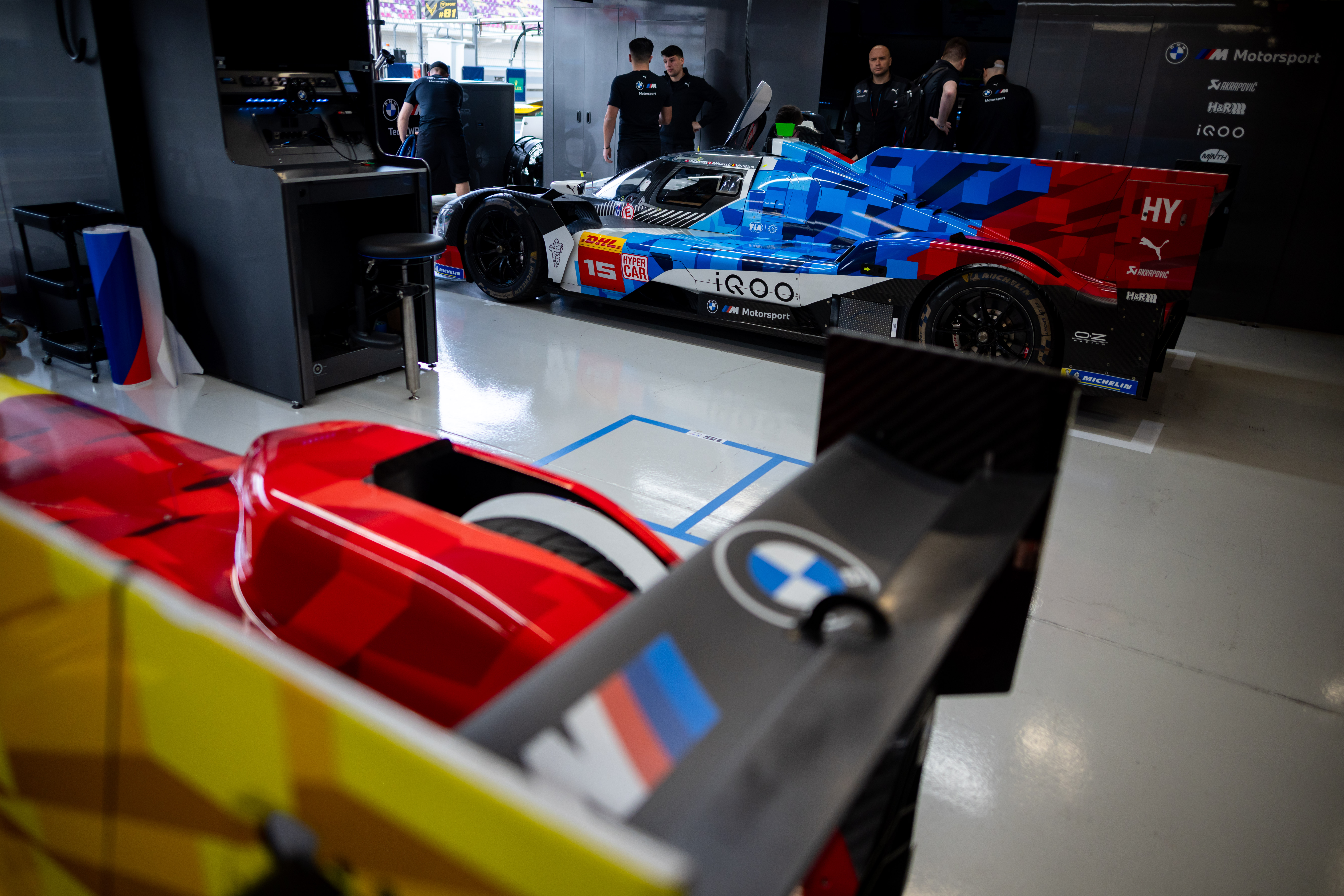
BMW M Hybrid V8 du Team WRT - Qatar 2025

Bien que jamais officiellement annoncé, WRT avait été choisi par Audi pour exploiter son programme LMDh dans la catégorie Hypercar du Championnat du monde d'endurance FIA 2023. Cependant, quelques jours avant les premiers tests de la voiture, Audi décide d'arrêter le programme, déclarant officiellement qu'il le mettait en pause. Le 2 août 2022, l'écurie annonce qu'elle mettra fin à son partenariat de 13 ans dans les courses de GT avec Audi Sport. A peine quelques heures plus tard, BMW Motorsport annonce que l'équipe WRT sera son écurie attitrée pour exploiter son programme LMDh dans le Championnat du monde d'endurance FIA. 
Depuis 2023, l'équipe engage des BMW M4 GT3 dans différentes compétitions internationales, marquant le début d'une collaboration officielle avec BMW M Motorsport. En 2025, Team WRT devient l'équipe officielle de BMW dans le Championnat du monde d'endurance FIA (WEC), avec un engagement en Hypercar (BMW M Hybrid V8) et en LMGT3 (Le Mans Grand Tourisme Endurance).

## Palmarès et résultats
- 24 Heures de Spa

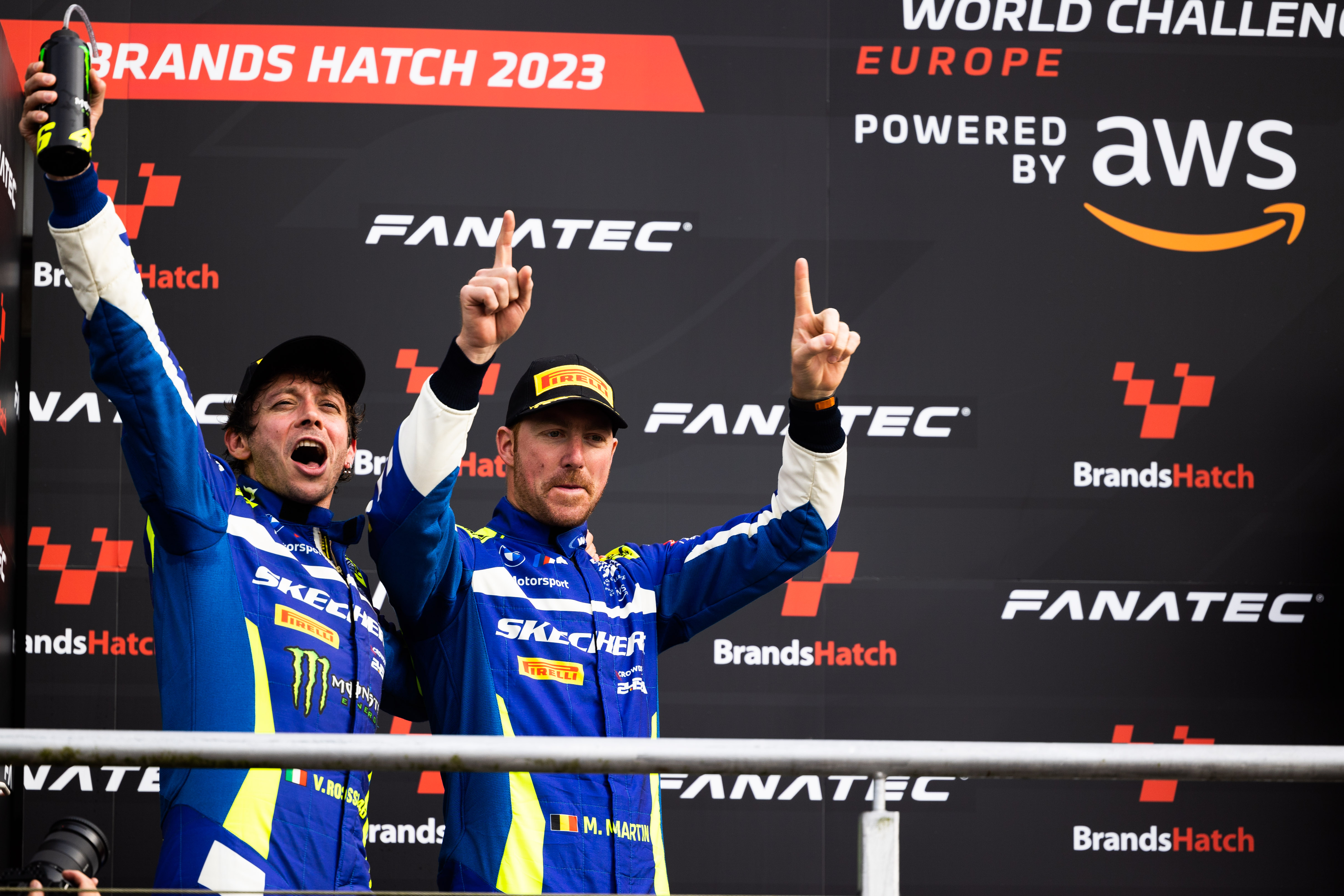
Valentino Rossi et Maxime Martin à Brands Hatch en 2023

  - Vainqueur en 2011 (M. Ekström / G. Franchi / T. Scheider)
  - 2e en 2012 (Ch. Haase / Ch. Mies / S. Ortelli)
  - 3e en 2013 (A. Lotterer / Ch. Mies / F. Stippler)
  - 3e en 2014 (Ch. Mies / J. Nash / F. Stippler)
  - Vainqueur en 2014 (R. Rast / L. Vanthoor / M. Winkelhock)
  - 2e en 2015 (N. Müller / S. Ortelli / F. Stippler)
  - 3e en 2016 (N. Müller / R. Rast / L. Vanthoor)
  - 2e en 2021 (D. Vanthoor / K. van der Linde / Ch. Weerts)
  - Vainqueur en 2022 – catégorie Silver (B. Goethe / T. Neubauer / JB Simmenauer)
  - 3e en 2024 (D. Vanthoor / S. van der Linde / Ch. Weerts)

- 24 Heures du Mans
  - Vainqueur en 2021 – catégorie LMP2 (R. Frijns / F. Habsburg / Ch. Milesi)
  - 2e en 2023 – catégorie LMP2 (R. Andrade / L. Deletraz / R. Kubica)
  - 2e en 2024 – catégorie LMGT3 (A. Farfus / S. Gelael / D. Leung)

- 24 Heures du Nürburgring
  - Vainqueur en 2010 – catégorie "AT" (N. Al Attiyah / D. Depping / V. Ickx / K. Niedzwiedz)
  - 2e en 2010 – catégorie "AT" (F. Gruber / J. Johansson / P. Terting / N. Thiim)
  - 3e en 2010– catégorie "AT" (S. Gies / U. Hackenberg / B. Ostmann / P. Wyss)
  - Vainqueur en 2011 – catégorie "AT" (N. Al Attiyah / G. de Villiers / K. Niedzwiedz / C. Sainz)
  - 2e en 2011 – catégorie "AT" (V. Ickx / K. Niedzwiedz / B. Ostmann / P. Wyss)

- 10 Heures de Suzuka
  - Vainqueur en 2019 (K. van der Linde / D. Vanthoor / F. Vervisch)

- 12 Heures de Bathurst
  - Vainqueur en 2018 (R. Frijns / S. Leonard / D. Vanthoor)
  - 2e en 2025 (R. Marciello / V. Rossi / C. Weerts)
  - Vainqueur en 2025 (A. Farfus / K. van der Linde / S. van der Linde)

- 12 Heures de Sepang
  - 2e en 2011 (F. Biela / M. Fässler / M. Werner)
  - 2e en 2015 (Ch. Haase / E. Ide / C. Mies)
  - Vainqueur en 2015 (S. Leonard / S. Ortelli / L. Vanthoor)

- 6 heures d'Abu Dhabi
  - Vainqueur en 2025 (T. Boguslavskiy / Y. Shahin / C. Weerts) (2025)

- 24 heures de Dubaï
  - Vainqueur en 2016 (A. Ferté / S. Leonard / M. Meadows / L. Vanthoor)
  - 2e en 2019 (S. F. Al Saud / Ch. Mies / D. Vanthoor / M. Vergers)
  - 3e en 2020 (S. F. Al Saud / R. Breukers / Ch. Mies / D. Vanthoor / M. Vergers)
  - 2e en 2021 (F. Bird / B. Goethe / L. Machiels / D. Vanthoor / K. van der Linde)
  - 2e en 2022 (B. Goethe / A. Robin / M. Robin / JB Simmenauer / F. Vervisch)
  - Vainqueur en 2022 (M. Al Saud / A. Jefferies / C. Mies / T. Neubauer / D. Vanthoor)
  - 3e en 2023 (S. Gelael / M. Hesse / M. Martin / V. Rossi / T. Whale)
  - Vainqueur en 2023 (M. Al Saud / J. Klingmann / D. Menchaca / JB Simmenauer / D. Vanthoor)
  - Vainqueur en 2025 (F. Al Zubair / D. Harper / D. Hesse / D. Leung / B. Tuck)

- European Le Mans Series
  - Champion en 2021 – classement équipes
  - Champion en 2021 – classement pilotes (L. Deletraz / R. Kubica / Y. Ye)
  - Vainqueur du Le Mans Pitstop Challenge en 2023

- FIA GT World Cup
  - 2e de la FIA GT World Cup à Macao (R. Rast) (2015)
  - Champion du monde de la FIA GT World Cup à Macao (L. Vanthoor) (2016)
  - 2e de la FIA GT World Cup à Macao (R. Frijns) (2017)
  - 3e de la FIA GT World Cup à Macao (S. van der Linde) (2024)

- Championnat du monde d'endurance FIA
  - Champion du Championnat du monde d'endurance FIA – classement pilotes (catégorie LMP2) (R. Frijns / F. Habsburg / C. Milesi) (2021)
  - Champion du Championnat du monde d'endurance FIA – classement équipes (catégorie LMP2) (2021)
  - 2e du Championnat du monde d'endurance FIA – classement pilotes (R. Frijns / S. Gelael) (2022)
  - 2e du Championnat du monde d'endurance FIA – classement équipes (catégorie LMP2) (2022)
  - Champion du Championnat du monde d'endurance FIA – classement pilotes (catégorie LMP2) (R. Andrade / L. Deletraz / R. Kubica) (2023)
  - Champion du Championnat du monde d'endurance FIA – classement équipes (catégorie LMP2) (2023)

- GT World Challenge Europe
  - 2e en 2020 – classement général pilotes (D. Vanthoor / Ch. Weerts)
  - Champion en 2020 – classement général équipes
  - Vainqueur du Pitstop Challenge en 2020
  - Champion - classement Sprint Cup équipes en 2020
  - Champion - classement Sprint Cup pilotes (D. Vanthoor / Ch. Weerts) en 2020
  - Vainqueur du Pitstop Challenge (2021)
  - Champion – classement Sprint Cup équipes en 2021
  - Champion – classement Sprint Cup pilotes en 2021 (D. Vanthoor / Ch. Weerts)
  - 3e en 2021 - classement Endurance Cup pilotes (D. Vanthoor / Ch. Weerts)
  - 2e du classement général équipes (catégorie Silver) en 2021
  - Champion - classement Endurance Cup équipes en 2021
  - Champion – classement général pilotes en 2021 (D. Vanthoor / Ch. Weerts)
  - Champion – classement général équipes en 2021
  - 2e en 2021 – Sprint Cup (catégorie Silver) (F. Bird / R. Tomita)
  - 3e en 2022 – classement Endurance Cup équipes
  - Champion – classement général équipes Silver en 2022
  - Vainqueur du Pitstop Challenge en 2022
  - 3e en 2022 – classement Sprint Cup pilotes Silver (B. Goethe / T. Neubauer)
  - 3e en 2022 – classement Sprint Cup équipes Silver
  - 2e en 2022 – classement général pilotes (D. Vanthoor / Ch. Weerts))
  - 2e en 2022 – classement général équipes
  - Champion en 2022 – classement Endurance Cup pilotes Silver (B. Goethe / T. Neubauer / JB Simmenauer)
  - Champion en 2022 – classement Endurance Cup équipes Silver
  - Champion en 2022 – classement général pilotes Silver (B. Goethe / T. Neubauer)
  - Champion en 2022 – classement Sprint Cup équipes
  - Champion en 2022 – classement Sprint Cup pilotes (D. Vanthoor / Ch. Weerts)
  - 3e en 2023 – classement Sprint Cup pilotes (D. Vanthoor / Ch. Weerts)
  - 3e en 2023– classement général pilotes (D. Vanthoor / Ch. Weerts)
  - 2e en 2023 – classement Sprint Cup équipes Gold
  - 2e en 2023 – classement Sprint Cup équipes
  - 2e en 2023 – classement général équipes Gold
  - 2e en 2023 – classement général équipes
  - Champion en 2023 – classement Sprint Cup pilotes Gold (N. Krütten / C. Williams)
  - Champion en 2023 – classement général pilotes Gold (N. Krütten / C. Williams)
  - 3e en 2024 – classement général pilotes Silver (C. Williams) (2024)
  - 2e en 2024 – classement Endurance Cup équipes (2024)
  - 2e en 2024 – classement général pilotes (D. Vanthoor / Ch. Weerts)
  - Champion en 2024 – classement général équipes (2024)
  - 2e en 2024 – classement Sprint Cup pilotes Silver (S. de Haan)
  - 2e en 2024 – classement Sprint Cup pilotes (D. Vanthoor / Ch. Weerts)
  - Vainqueur du Europe Pitstop Challenge 2024
  - Champion en 2024 – classement Sprint Cup pilotes Silver (C. Williams)
  - Champion en 2024 – classement Sprint Cup équipes Silver
  - Champion en 2024 – classement Sprint Cup équipes

- Intercontinental GT Challenge
  - Champion en 2024 – classement pilotes (C. Weerts)

- TCR International Series
  - 2e en 2016 – classement équipes(2016)
  - 3e en 2016 – classement pilotes (J-K Vernay)
  - Champion en 2016 – classement pilotes (S. Comini)
  - 3e en 2016 – classement pilotes (S. Dejonghe / D. Dupont)
  - Champion en 2016 – classement équipes
  - Champion en 2014 – classement pilotes (J-K Vernay)
  - 3e en 2017 – classement pilotes (M. Detry / M. Potty)
  - Champion en 2017 – classement équipes
  - 2e en 2018 – classement pilotes (J-K Vernay)
  - Champion en 2018 – classement équipes
  - Champion en 2018 – classement pilotes (J-K Vernay)
  - 3e en 2019 – classement équipes
  - 3e en 2019 – classement pilotes (S. Urrutia)
  - 2e en 2019 – classement équipes

- Autres
  - Victoire lors de la toute première course de WRT en BTCS (Ronnie Latinne / JJ Smits) (VW Scirocco GT24) (2010)
  - 2e du Belgian Touring Car Series – classement pilotes T3 (R. Latinne / JJ Smits) (2010)
  - 3e du Belcar – classement pilotes (B. Longin / F. Verbist) (2010)
  - Champion du Belcar – classement pilotes (G. Franchi / A. Kumpen) (2010)
  - Champion du Belcar – classement équipes (2010)
  - 3e du Belcar – classement pilotes (E. Ide / F. Verbist) (2011)
  - 2e du Belcar – classement pilotes (B. Longin / X. Maassen) (2011)
  - 2e du Belgian Touring Car Series – classement pilotes T3 (R. Latinne / K. Wauters) (2011)
  - 3e du FIA GT3 – classement pilotes (E. Ide) (2011)
  - 2e du GT Français – classement pilotes (D. Hallyday / S. Ortelli) (2011)
  - Champion du Blancpain Endurance Series – classement pilotes (G. Franchi) (2011)
  - Champion du Blancpain Endurance Series – classement équipes (2011)
  - Vainqueur des 24 Heures de Zolder (E. Ide / B. Longin / X. Maassen / F. Verbist) (2011)
  - 2e en LMP2 (ELMS – Spa) (W. Stevens / L. Vanthoor / D. Vanthoor) (2016)

## Récompenses
- AWARD - RACB Team of the year (2011)
- AWARD - RACB Team of the year (2013)
- AWARD - RACB Team of the year (2014)
- AWARD - RACB Team of the year (2017)
- AWARD - RACB Team of the year (2018)
- AWARD - RACB Team of the year (2020)
- AWARD - ACO Sustainable Award presented by DHL (2021)
- AWARD - RACB Team of the year (2021)
- AWARD - SRO Sustainable Award (2022)
- AWARD - RACB Team of the year (2023)
- AWARD - SRO Sustainable Award (2023)
- AWARD - SRO Sustainable Award (2024)

## Pilotes

### Pilotes actuels
- Ahmad Al Harthy
- Al Faisal Al Zubair
- Augusto Farfus
- Gustav Bergström
- Étienne Cheli
- Gilles Stadsbader
- Charles Weerts
- Dries Vanthoor
- Kelvin van der Linde
- Sheldon van der Linde
- Timur Boguslavskiy
- Robin Frijns
- Jens Klingmann
- Kevin Magnussen
- Raffaele Marciello
- René Rast
- Valentino Rossi
- Yasser Shahin
- Ben Tuck
- Ugo de Wilde

### Anciens pilotes
- Adam Carroll
- Adrien Tambay
- Adrien de Leener
- Alain Ferté
- Alessio Picariello
- Alex MacDowall
- Alex Riberas
- Alex Yoong
- Allan Simonsen
- Andrea Dovizioso
- Andrea Piccini
- André Lotterer
- Anthony Kumpen
- Antoine Choque
- Antonio García
- Antti Buri
- Arnold Robin
- Ashley Sutton
- Axcil Jefferies
- Ben Barnicoat
- Benjamin Bailly
- Benjamin Goethe
- Benoît Treluyer
- Bert Longin
- Bertrand Baguette
- Bérénice Demoustier
- Calan Williams
- Charles Milesi
- Christer Jöns
- Christian Kelders
- Christopher Haase
- Christopher Mies
- Claude-Yves Gosselin
- Connor De Phillippi
- César Ramos (en)
- Daniel Morad
- Daniel Serra
- Darren Leung
- Darryl O'Young
- David Hallyday
- David Tuchbant
- Denis Dupont
- Dennis Lind
- Dennis Marschall
- Didier André
- Diego Menchaca
- Donald Choque
- Edoardo Mortara
- Edward Sandström
- Emmanuel Collard
- Enzo Ide
- Ezequiel Pérez Companc
- Fabian Hamprecht
- Fabio Scherer
- Ferdinand Habsburg
- Filipe Albuquerque
- Finlay Hutchison
- Francesco Castellacci
- Franco Colapinto
- Frank Biela
- Frank Bird
- Frank Stippler
- François Perrodo
- François Verbist
- Frédéric Makowiecki
- Frédéric Bouvy
- Frédéric Vervisch
- Gary Chalandon
- Gilles Magnus
- Gordon Shedden
- Greg Franchi
- Grégoire Chaix
- Grégoire Demoustier
- Hamza Owega
- Harrison Newey
- Harry Teneketzian
- Hugo de Sadeleer
- Jake Dennis
- James Nash
- James Pull
- James Sofronas
- Jamie Green
- Jan Magnussen
- Jean-Baptiste Simmenauer
- Jean-Denis Delétraz
- Jean-Jacques Smits
- Jean-Karl Vernay
- Jean-Luc Blanchemain
- Jesse Krohn
- Jirko Malchárek
- Jonathan Venter
- Josh Caygill
- Julien Jousse
- Jusuf Owega
- Jérôme Policand
- Karim Doguet
- Koen Wauters
- Kurt Mollekens
- Laurens Vanthoor
- Lewis Proctor
- Lionel Daziano
- Loris Hezemans
- Louis Delétraz
- Louis Machiels
- Louis-Philippe Soenen
- Marc Basseng
- Marc Rostan
- Marcel Fässler
- Marco Bonanomi
- Marco Seefried
- Marco Werner
- Marco Wittmann
- Mark Ineichen
- Markus Winkelhock
- Mateusz Lisowski
- Mathias Lauda
- Mathieu Detry
- Matt Halliday
- Matthieu Vaxiviere
- Mattia Drudi
- Mattias Ekström
- Max Hesse
- Max Koebolt
- Maxime Martin
- Maxime Potty
- Maxime Robin
- Michael Meadows
- Michael Vergers
- Mike Rockenfeller
- Mike Den Tandt
- Mirko Bortolotti
- Mohammed Saud Fahad Al Saud
- Nathanaël Berthon
- Nicki Thiim
- Nico Müller
- Niklas Krütten
- Nikolaus Mayr-Melnhof
- Norman Nato
- Oliver Jarvis
- Olivier Panis
- Óscar Tunjo
- Paul Petit
- Paul Dalla Lana
- Pedro Lamy
- Peter Kox
- Peter Schothorst
- Philipp Eng
- Pierre Hirschi
- Pierre Kaffer
- Pietro Fittipaldi
- Rahel Frey
- Rembert Berg
- Ricardo Feller
- Ricardo Sánchez Gómez
- Richard Lyons (en)
- Rik Breukers
- Rob Huff
- Robert Kubica
- Rodrigo Baptista
- Roland Bervillé
- Rolf Ineichen
- Roman Rusinov
- Roman De Angelis
- Ronnie Latinne
- Rui Andrade
- Ryuichiro Tomita
- Sacha Bottemanne
- Sam Dejonghe
- Sam De Haan
- Samantha Tan
- Santiago Urrutia
- Sean Gelael
- Sean Walkinshaw
- Seiji Ara
- Sérgio Jimenez
- Shae Davies
- Stanislav Minsky
- Stefano Comini
- Steijn Schothorst
- Stuart Hall
- Stuart Leonard
- Stéphane Lémeret
- Stéphane Ortelli
- Stéphane Pourquie
- Stéphane Richelmi
- Thomas Neubauer
- Tim Whale
- Timo Scheider
- Tobias Neuser
- Tom Gamble
- Ulysse de Pauw
- Valdemar Eriksen
- Vincent Abril
- Vincent Radermecker
- Vincent Vosse
- Warren Hughes
- Will Stevens
- Xavier Maassen
- Yifei Ye
- Yves Weerts

## Activités industrielles

### WRT Manufacturing
En parallèle de ses activités sportives, l’équipe dispose d’une division industrielle, WRT Manufacturing, spécialisée dans la production et l’assemblage de châssis de course. Plus de 100 unités par an sont fabriquées pour des clients tiers.

## Infrastructures

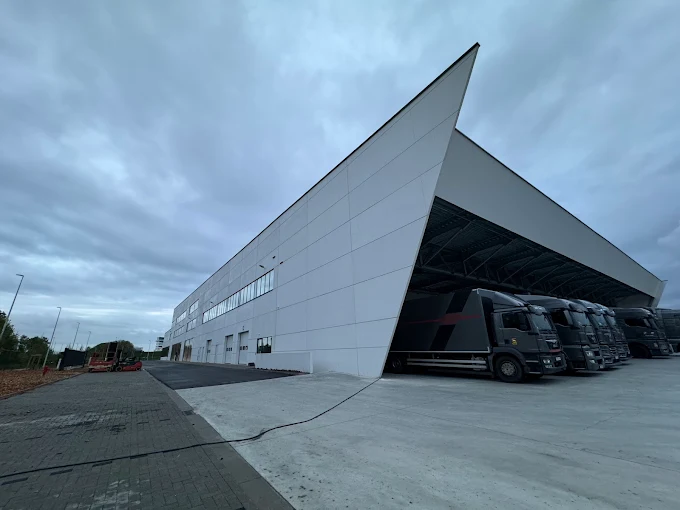
Bâtiment WRT à Bierset

Depuis mai 2025, Team WRT est installé dans un nouveau siège central de 20 475 m² situé à Bierset, à proximité de l’aéroport de Liège. Le bâtiment, certifié selon des normes environnementales exigeantes, regroupe toutes les activités de l’équipe, précédemment réparties sur cinq sites. Il intègre notamment :
- une production d’énergie verte (solaire et éolienne, produite à 70 % en interne),
- une capacité de stockage de 60 000 m³ d’eau de pluie,
- un taux de recyclage supérieur à 95 %,
- des installations centrées sur le bien-être du personnel (espaces ergonomiques, centre de fitness, bornes de recharge pour VE).

## Développement durable
En juin 2024, Team WRT a reçu la certification environnementale 3 étoiles de la FIA, la plus haute distinction attribuée par la Fédération Internationale de l’Automobile dans le cadre de son programme d’accréditation environnementale.